# إملشيل
إملشيل هي جماعة جبلية مغربية ذات طابع قروي تقع بالأطلس الكبير الشرقي، وتنتمي إداريا لإقليم ميدلت    ضمن جهة درعة تافيلالت. تشتهر جماعة إملشيل بموسم سنوي يعرف بموسم إملشيل يُعقد فيه قران الأزواج بحضور السياح. تشتهر المنطقة أيضا بأسطورة العشق بين "إيسلي" و"تسليت"، وهما بحيرتان طبيعيتان في الجماعة. [بحاجة لمصدر]

## معرض الصور

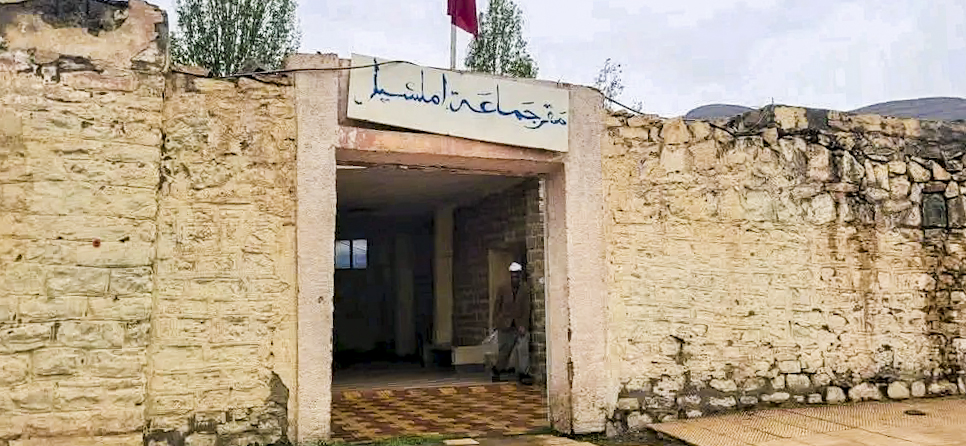
مقر جماعة إملشيل

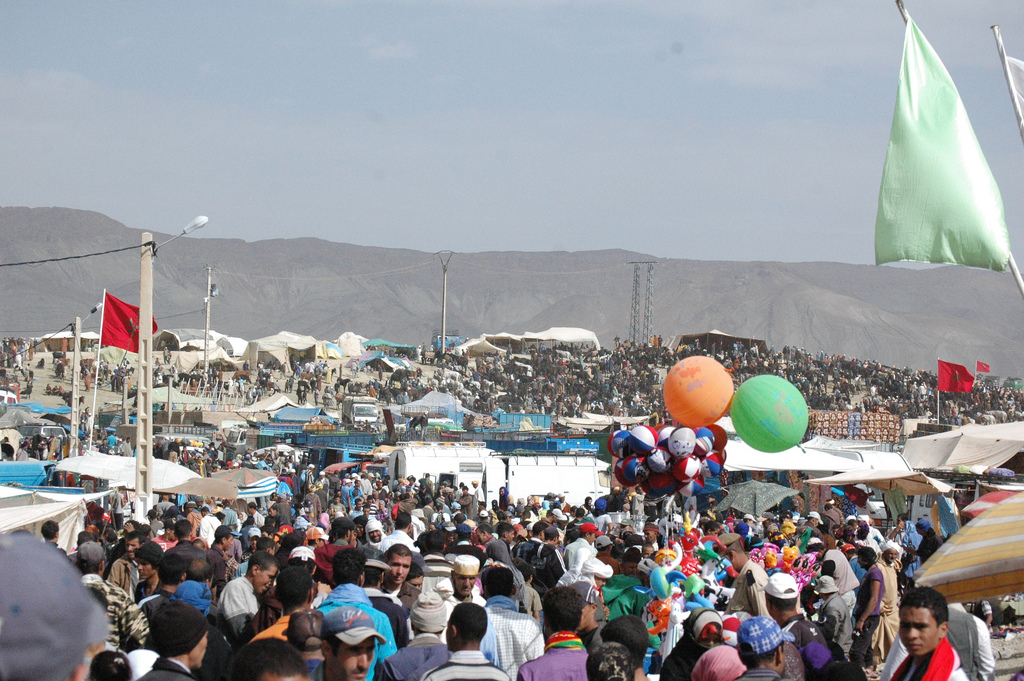
موسم إملشيل
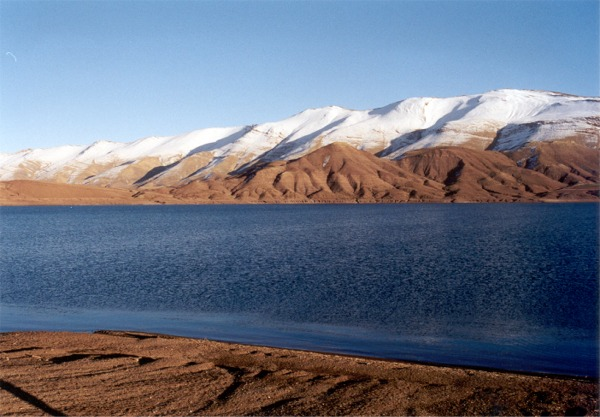
بحيرة إيسلي
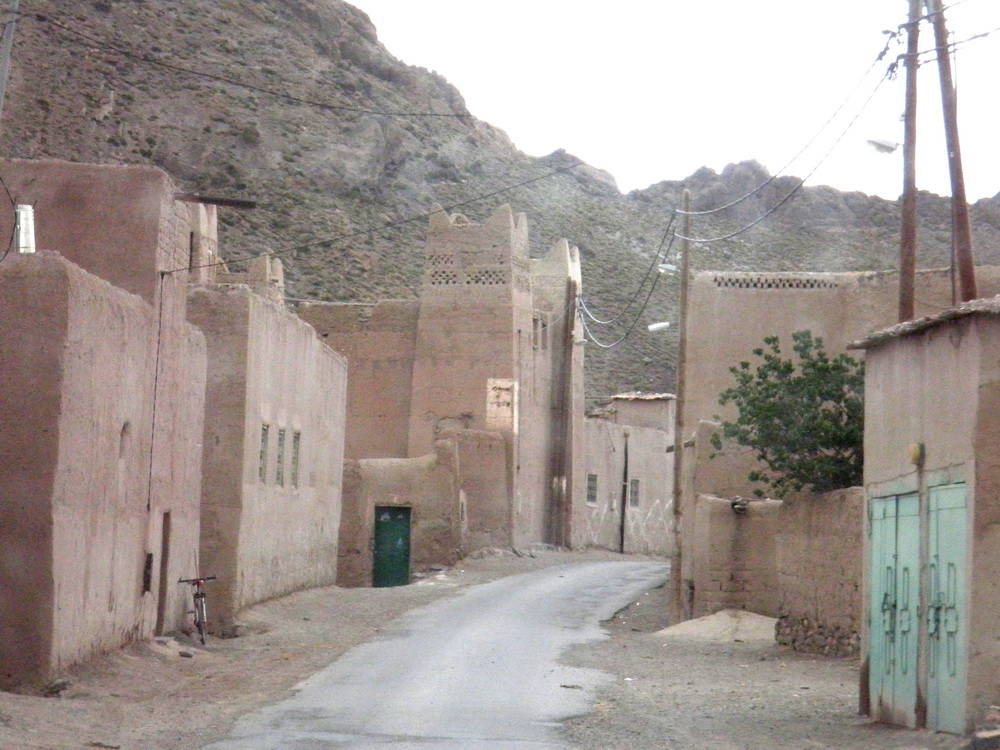
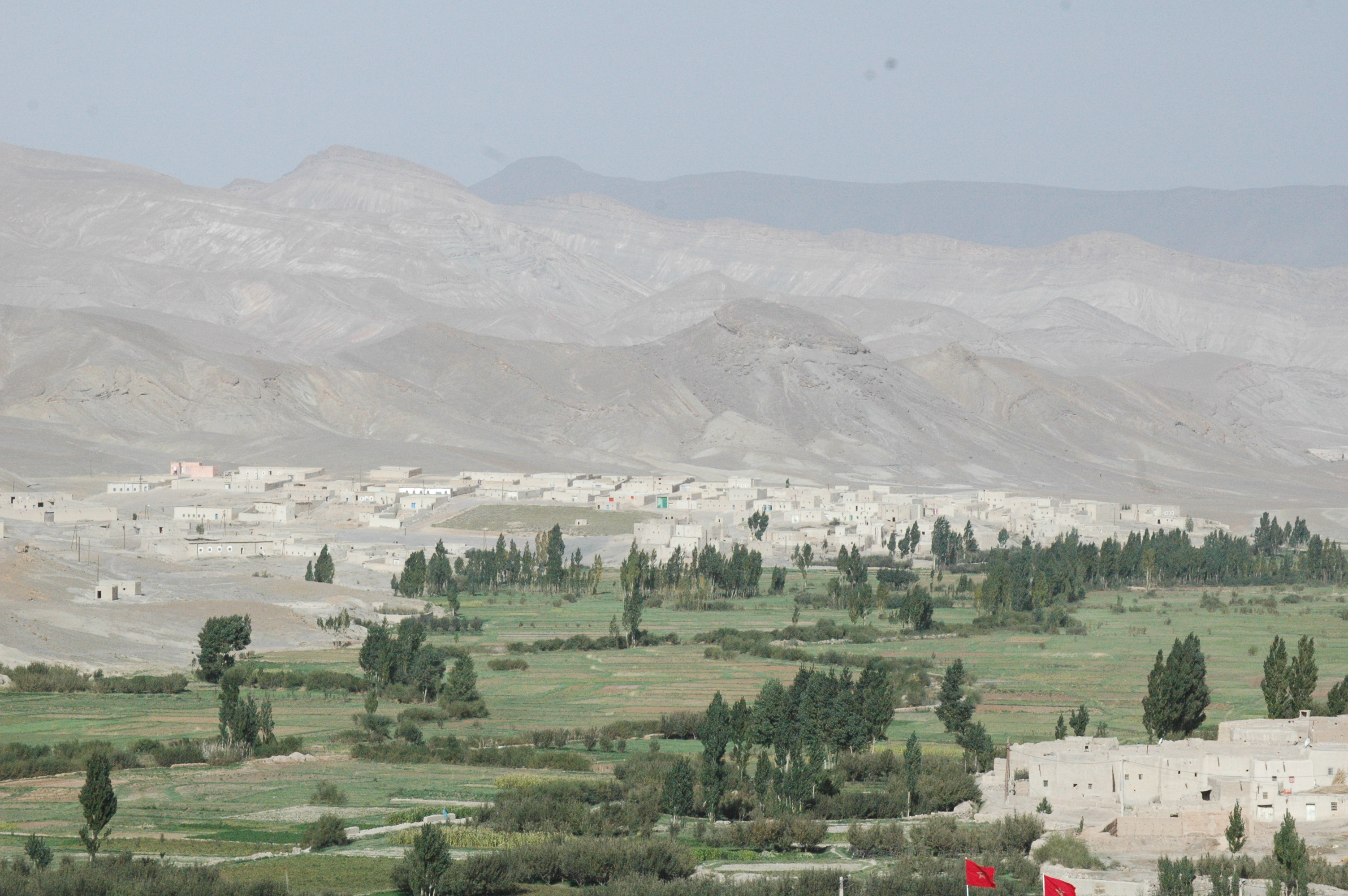
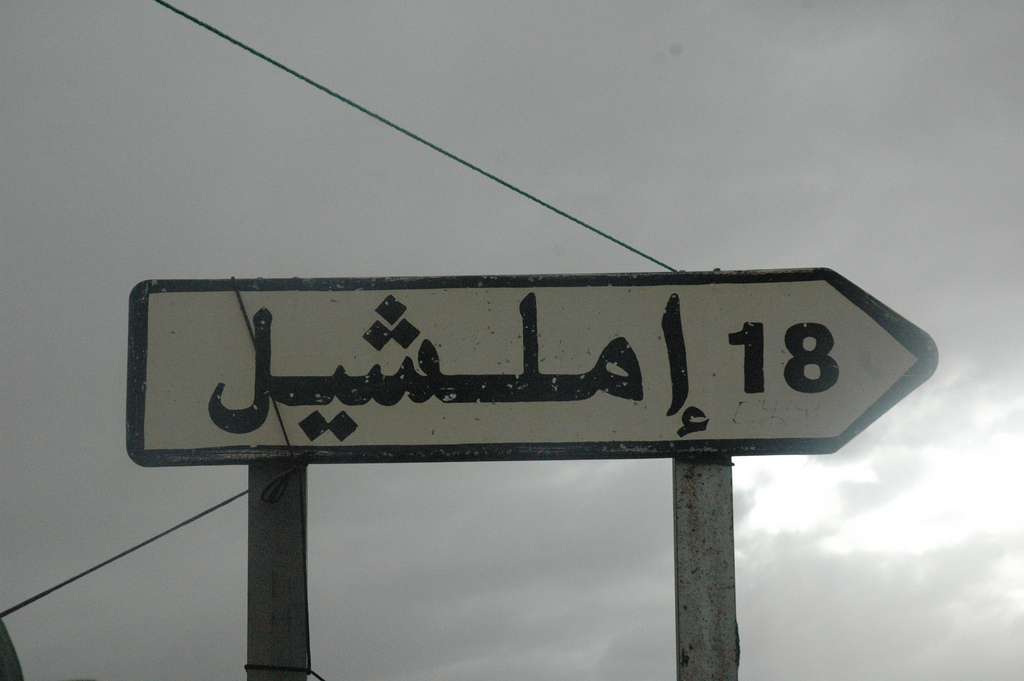